# Mølby (Sønderborg)
 For alternative betydninger, se Mølby. (Se også artikler, som begynder med Mølby)
Mølby er en gade i Sønderborg. Den er ca. 250 meter lang og er præget af ældre små byhuse. Vejen er ensrettet med kørselsretning fra nord mod syd.
Mølby var oprindeligt en selvstændig bebyggelse, men er med tiden blevet opslugt af Sønderborg.
54°54′43.14″N 9°47′45.62″Ø / 54.9119833°N 9.7960056°Ø
| Trafik | Spire Denne trafikartikel er en spire som bør udbygges. Du er velkommen til at hjælpe Wikipedia ved at udvide den. |

|  | Denne artikel om lokaliteten Mølby (Sønderborg) kan blive bedre, hvis der indsættes et (bedre) billede. Du kan hjælpe ved at afsøge Wikimedia Commons for et passende billede eller lægge et op på Wikimedia Commons med en af de tilladte licenser og indsætte det i artiklen. |